# Ibestad
Ibestad (en sami septentrional: Ivvárstádik) es un municipio de la provincia de Troms, Noruega. Forma parte del distrito tradicional de Hålogaland y su centro administrativo es Hamnvik. Otras localidades de Ibestad son Engenes, Laupstad, Rollnes, Sørrollnes, Sørvika y Å.

## Historia
Ibestad se fundó el 1 de enero de 1838. Inicialmente era desde el Vågsfjorden hasta la frontera con Suecia. Después su territorio sufrió a varios cambios. En 1854, la zona rural este pasó a ser el municipio de Bardu. En 1871, la parte noreste formó al municipio de Salangen. En 1907, el área este se cedió para formar el municipio de Lavangen.
En 1926, se separó en 4 entidades distintas: Andørja, Astafjord, Gratangen e Ibestad.  Finalmente en 1964 queda en su estado actual, gracias a la fusión de Andørja, Ibestad y una parte de Skånland que estaba en la isla de Rolla.

## Etimología
El municipio recibe su nombre de la granja Ibestad (nórdico antiguo: Ívarsstaðir). El primer elemento del caso genitivo es el nombre masculino Ívarr y el último es staðir, que significa «casa de granja». Antes de 1918 el nombre se escribía Ibbestad.

## Geografía
Ibestad abarca las islas de Andørja y Rolla junto con sus islotes. Las islas están conectadas por el túnel submarino de Ibestad. El puente de Mjøsund conecta Andørja con el municipio de Salangen. Existe un ferry que conecta Sørrollnes, en Rolla, con Harstad.
El Astafjorden forma el límite sureste del municipio mientras que el Vågsfjorden forma los límites norte y oeste. El estrecho de Mjøsundet es parte de la frontera este. Su punto más alto es la montaña Langlitinden.

## Gobierno
El municipio se encarga de la educación primaria, asistencia sanitaria, atención a la tercera edad, desempleo, servicios sociales, desarrollo económico, y mantenimiento de caminos locales.

### Concejo municipal
El concejo municipal (Kommunestyre) tiene 19 representantes que son elegidos cada 4 años y estos eligen a un alcalde. Estos son:

### Ibestad Kommunestyre 2015-2019
| Partido                    | Número de representantes |
| -------------------------- | ------------------------ |
| Partido Laborista Noruego  | 4                        |
| Høyre                      | 6                        |
| Partido del Centro         | 3                        |
| Partido Liberal de Noruega | 1                        |
| Independientes             | 5                        |